# Tiquilia purpusii
Tiquilia purpusii är en strävbladig växtart som först beskrevs av Brandeg., och fick sitt nu gällande namn av A. Richardson. Tiquilia purpusii ingår i släktet Tiquilia och familjen strävbladiga växter. Inga underarter finns listade i Catalogue of Life.